# Miñosí
Miñosí (민요시 escrito en Jan-gul) es un género moderno de la poesía coreana vinculado al género tradicional si-yo, la modalidad poética más importante de la literatura de Corea.

## Concepto
Según la Coreanología, el género miñosí se entiende que es, al menos en parte, una formación evolucionada y expansiva del si-yo desarrollada durante la primera mitad del siglo XX. El aspecto fundamental de esa configuración o transformación consiste en una mayor explanación y desconvencionalización formal, propia del sentido moderno, a partir de la estructura básica de tres versos del si-yo tradicional y sus correspondientes cuatro umbos o segmentos por verso. Cabe decir que el miñosí se configura en el marco de las tendencias poéticas contemporáneas de desenvolvimiento de la canción popular o neopopularista. Se trata de una tendencia que replanteará el debate habido sobre esa materia durante la segunda mitad del siglo, sobre todo a propósito de la influencia occidentalizadora. En lengua española ha sido estudiado relevantemente por Lee Hyekyung (o Yi Hyekyung).

## Ejemplo
El poeta Kim So-uol (1902-1934) es autor muy importante para el género miñosí y ha sido tenido en cuenta y traducido por los estudiosos españoles. Léase el bellísimo, dramatizado y versátil Azalea, publicado en 1925, composición que se mantiene en la temática tradicional de poesía de "la despedida". Por este orden, texto original coreano, transliteración y traducción:

진달래꽃
김소월 
나보기가 역겨워
가실때에는
말없이 고이 보내드리오리다.

영변에 약산
진달래꽃
아름 따다 가실 길에 뿌리오리다.

가시는 걸음 걸음
놓인 그 꽃을 사뿐히 즈려밟고 가시옵소서.

나보기가 역겨워 
가실때에는
죽어도 아니 눈물 흘리오리다.

[Yin-dal-re-cot]

[na-bo-gui-ga/ yok-kio-uo]
[ga-sil-te-e-nun]
[mal-op-si/ go-i/ bo-ne-du-ri-o-ri-da]

[iong-bio-ne/ iak-san]
[yin-dal-re-cot]
[a-rum-ta-da/ ga-sil-qui-re/ pu-ri-o-ri-da]

[ga-si-nun/go-rum-go-rum]
[no-in/ gu-co-chul/ sa-pu-ni/yu-rio-bal-co/ ga-si-op-so-so]

[na-bo-gui-ga/ yok-kio-uo]
[ga-si-te-e-nun]
[yu-go-do/ a-ni-nun-mul/ jul-ri-o-ri-da]
AZALEA
Cuando usted se marche 
porque le repugne mirarme
sin reproches y en paz le dejaré ir. 

Las azaleas 
cogidas abundantemente en Iong-bion, monte laksan,
en el camino por el que usted se marche las esparciré.

A cada paso de su marcha
aplastaría usted suavemente aquellas flores que se posan –Márchese.

Cuando usted se marche 
porque le repugne mirarme
aun muriéndome no le pienso llorar con mis lágrimas. 